# 墨水河
墨水河，也称淮涉河，是位于中国山东半岛东南部的一条河流。

## 概况
河长41.52公里, 流域面积317.2平方公里。主要发源于城阳惜福镇的标山一带和即墨石门乡莲花山西南麓一带, 两源在前留村汇流后经刁家烟霞、中障村、即墨城关折向南, 经大韩村、城阳西城汇、皂户村注入胶州湾。河道坡度较大, 水势湍急,河床变迁不定,直到最近十几年,经过人工加筑河堤,河道才稳定成现在的样子。
主要支流有横河(又称石河头河),发源即墨牛齐埠乡南部,南流经段村乡、营上乡,在即墨镇庄头村东南入墨水河。长约23公里, 宽5～25米,属季节河,流域面积为110.8平方公里。